# 宋迪
宋 迪（そう てき、生没年不詳）は、北宋の画家・官僚。字は復古。河南府洛陽県の人。兄は宋道。山水画題の瀟湘八景を創始したといわれている。

## 略歴
蘇軾らと交友。画に巧みで平遠山水を得意とした。潭州に転運使として赴任したとき風光明媚で有名なこの地で「瀟湘八景図」を描いたと言われている。宋迪の瀟湘八景図は文人によって画かれた山水画の嚆矢といえる。